# Réserve naturelle de Risøysundet
La réserve naturelle de Risøysundet est une réserve naturelle norvégienne et un site Ramsar situé dans la commune d'Andøy, Comté de Nordland. La réserve a été créée afin de "préserver une importante zone humide ainsi que la faune et la flore qui y sont associées."
La réserve naturelle se compose de la partie nord-ouest du détroit de Risøysundet., ainsi qu'une zone de plages de l'île d'Andøya, au sud-ouest du village de Bjørnskinn. Le site a une superficie de 5 km², dont 0.86 km² de terre, 0.29 d'eau douce et de 3.89 de surface maritime. Cet endroit est important pour nombre d'oiseaux car ils y trouvent nourriture et repos lors des migrations au printemps et à l'automne. On y a enregistré plus de 50 espèces d'oiseaux des milieux humides. Les canards et les limicoles dominent, et certaines espèces comptent plusieurs milliers d'individus. La réserve a une signification particulière pour les oies à bec court pour la migration de printemps et comme  zone de nidification pour plusieurs espèces.
Cette zone est devenue site ramsar en 2013.